# Puccio Capanna

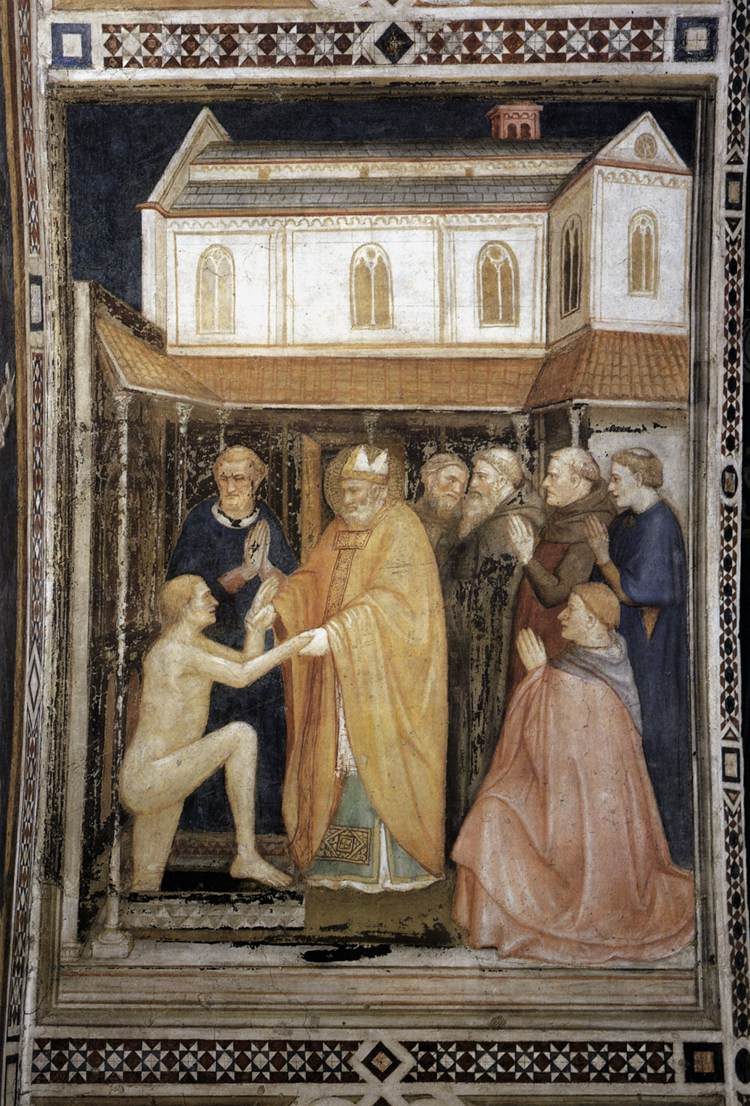
Història de Sant Estanislau (c. 1330), pintura de Puccio Capanna conservada a la Basílica inferior del conjunt basilical de Sant Francesc a Assís.

Puccio Capanna va ser un pintor italià de la primera meitat del segle xiv, que va viure i va treballar a Assís, Úmbria, entre 1341 i 1347. També és conegut com a Puccio Campana.
Era d'origen florentí. Vasari diu d'ell que va ser un dels més desracats pupils de Giotto. Tot i el seu origen, el poble d'Assís el considerava un conciutadà, atès que va deixar un bon grapat d'obres a les esglésies de la localitat, com per exemple a la Basílica de Sant Francesc. També se li atribueix la Santa Maria Egiziaca de l'església de Sant Francesc a Pistoia. Un document de 1341, confirma l'existència d'un pintor d'Assís anomenat Puccio di Capanna: s'indica una comanda de les autoritats a Puccius Cappanej et Cecce Saraceni, pictores de Assisio per pintar imatges de la Mare de Déu i l'Infant amb Sants a la Porta externa platee nove i la Porta Sancti Ruphini (Catedral d'Assís). També hi ha un registre documental de 1347, quan « va vendre bous al Sacro Convento ».
Malauradament, moltes de les obres que — segons Fra Ludovico da Pietralunga (16.ct.) i Vasari — va realitzar, s'han perdut. Algunes pintures de la Passió en la volta de la Basílica inferior de Sant Francesc, A Assís, també li han estat atribuïdes, així com les Escenes de la vida de Sant Francesc i de Crist, pintades a la capella major de l'església de Sant Francesc a Pistoia.
Morí a Assís.